# Андрей (Софианопулос)
Митрополи́т Андре́й (греч. Μητροπολίτης Ανδρέας, в миру Павлос Софиано́пулос, греч. Παύλος Σοφιανόπουλος; род. 18 августа 1975, Вардас) — епископ Константинопольской православной церкви, митрополит Саранда-Экклисийский (с 2021).

## Биография
Родился 1 августа 1975 году в Вардасе в многодетной семье (четыре сына и две дочери) Димитры и Фотиоса Софианопулосов. В 1980 году семья переехала в Патры.
Окончил церковный лицей в Патрах (Εκκλησιαστικό Λύκειο Πατρών) и далее обучался в богословском институте Афинского университета, а позднее в Страсбургском университете.
В 2017 году назначен Великим протосинкеллом (Μέγας Πρωτοσύγκελος) Константинопольской архиепископии (сменил на этой должности Стефана (Динидиса)).
17 марта 2021 года Священным синодом Константинопольской православной церкви был избран для рукоположения в сан епископа.
21 марта 2021 года в Патриаршем соборе святого Георгий на Фанаре был рукоположён в сан епископа и возведён в достоинство митрополита Саранта-Экклисийского (современный Кыркларели в Турции). Хиротонию совершили: Митрополиты Халкидонский Эммануил (Адамакис), митрополит Гвинейский Георгий (Владимиру) (Александрийский патриархат), митрополит Митрийский и Атирский Димитрий (Грольос), митрополит Карпатский и Касский Амвросий (Панайотидис), митрополит Приконнисский Иосиф (Харкиолакис), митрополит Шведский Клеопа (Стронгилис), архиепископ Австралийский Макарий (Гриниезакис) и архиепископ Черниговский и Нежинский Евстратий (Зоря) (Православная церковь Украины). 13 апреля того же года Священный синод Русской православной церкви, в связи с участием Евстратия (Зори) в хиротонии, выразил сожаление в связи с участием в архиерейской хиротонии «лица, не имеющего канонического рукоположения», и отметил, что «этим событием углубляется раскол в православном мире, причинённый действиями Патриарха Константинопольского Варфоломея».
21 апреля 2021 года митрополит Андрей встретился с мэром города Кыркларели Мехметом Сиамом Кесимоглу. Стороны договорились активизировать религиозный туризм на территории города. Это была первая встреча православного духовенства и власти Кыркларели со времен депортации греков из города в 1924 году.